# 张掖东仓
张掖东仓位于中国甘肃省张掖市甘州区马神庙街东仓巷，始建于明洪武二十五年（1392年），民国时期屡有修葺，现存9座粮仓，是甘肃乃至全国保存较完整的古粮仓之一，2003年被列为第六批甘肃省文物保护单位。2019年10月7日公布为第八批全国重点文物保护单位。